# Шон Фолтс
Шон Фолтс (англ. Shawn Foltz; нар. 21 грудня 1967) — колишня американська тенісистка. Найвищим досягненням на турнірах Великого шолома було 2 коло в одиночному та парному розрядах.

## Фінали Туру WTA

### Одиночний розряд (0-1)
| Результат | Дата                                     | Турнір                    | Рівень  | Покриття | Суперниця     | Рахунок  |
| --------- | ---------------------------------------- | ------------------------- | ------- | -------- | ------------- | -------- |
| Поразка   | Відкритий чемпіонат Японії з тенісу 1984 | Japan Open, Токіо, Японія | $50,000 | Тверде   | Ліліан Дрешер | 4–6, 2–6 |

## Фінали ITF
| Легенда         |
| --------------- |
| турніри $25,000 |
| турніри $10,000 |

### Одиночний розряд: 1 (0–1)
| Результат | Дата          | Турнір                  | Покриття | Суперниця       | Рахунок  |
| --------- | ------------- | ----------------------- | -------- | --------------- | -------- |
| Поразка   | 6 серпня 1989 | Роенок (Вірджинія), США | Тверде   | Шеннен Маккарті | 4–6, 4–6 |

### Парний розряд: 5 (1–4)
| Результат | Ранг | Дата           | Турнір                               | Покриття | Партнерка       | Суперниці                       | Рахунок       |
| --------- | ---- | -------------- | ------------------------------------ | -------- | --------------- | ------------------------------- | ------------- |
| Поразка   | 1.   | 18 червня 1989 | Найсвілл (Флорида), США              | Ґрунт    | Ліса Елбено     | Алісса Файнермен Стейсі Шеффлін | 6–4, 2–6, 3–6 |
| Поразка   | 2.   | 2 липня 1989   | Спартанбург (Південна Кароліна), США | Ґрунт    | Еллісон Купер   | Лайза Боббі Дженніфер Гудлінг   | 1–6, 3–6      |
| Поразка   | 3.   | 9 липня 1989   | Ноксвілл, Теннессі, США              | Тверде   | Джессіка Еммонс | Одра Келлер Джастін Годдер      | 4–6, 6–0, 4–6 |
| Поразка   | 4.   | 16 липня 1989  | Грінсборо (Північна Кароліна), США   | Ґрунт    | Софі Альбінус   | Кортні Аллен Рената Баранскі    | 6–2, 3–6, 3–6 |
| Перемога  | 1.   | 30 липня 1989  | Евансвілл (Іллінойс), США            | Тверде   | Нюрка Содупе    | Лаура Глітц Дженні Гудлінг      | 7–5, 6–4      |